# Old Southeast Church (Brewster)

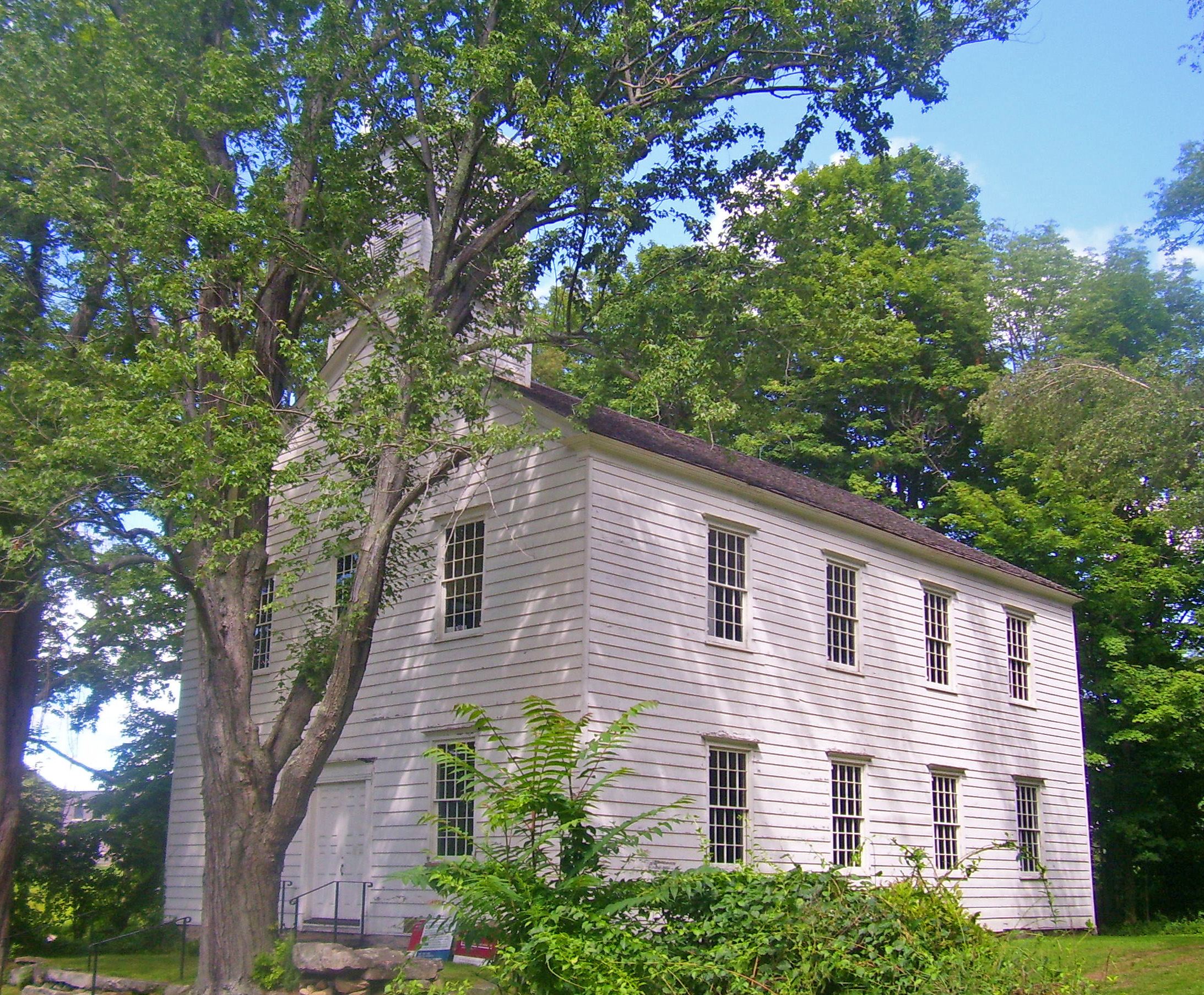
Westliche und südliche Seite der Kirche (2008)

Die Old Southeast Church ist ein ehemaliges, hölzernes Kirchengebäude einer presbyterianischen Gemeinde, das sich an einer unbefestigten Straße befindet, die von der New York State Route 22 in die Town of Southeast, New York führt, einige Kilometer nördlich von Brewster. Das Ende des 18. Jahrhunderts errichtete und später nach einem Brand umgebaute Bauwerk ist das älteste Kirchengebäude im Putnam County. Das Bauwerk ist weitgehend intakt und Gegenstand laufender Denkmalschutzbemühungen.
Die Kirche und eine kleine Zwergschule in der Nähe gehören zu den wenigen Überresten des früheren Weilers Doanesville. Das Bauwerk wurde 1972 als erstes Objekt im Putnam County in das National Register of Historic Places eingetragen und gehört heute der Landmarks Preservation Society von Southeast, die es gelegentlich zu kulturellen Veranstaltungen nutzt.

## Bauwerk
Die Kirche ist ein zweistöckiges Gebäude mit drei auf vier Jochen, deren Fassade mit weißen Schindeln verkleidet sind. Die Fenster sind regelmäßig angeordnet, in jedem Joch befinden sich Aufziehfenster. Dem Satteldach entspringt am westlichen Ende der vorspringende Kirchturm, direkt über dem Haupteingang.
Der Eingang führt zu einem Vestibül in das Heiligtum der Kirche. Die Wände sind bis zur Höhe der Stuhlreihen vertäfelt, ebenso wie die Brüstung auf der Galerie, das Kirchgestühl ist gestrichen und gemasert. Die Galerie und die Decke wird von dorischen Säulen betragen, die Beleuchtung ist original und stammt aus dem 19. Jahrhundert.

## Geschichte

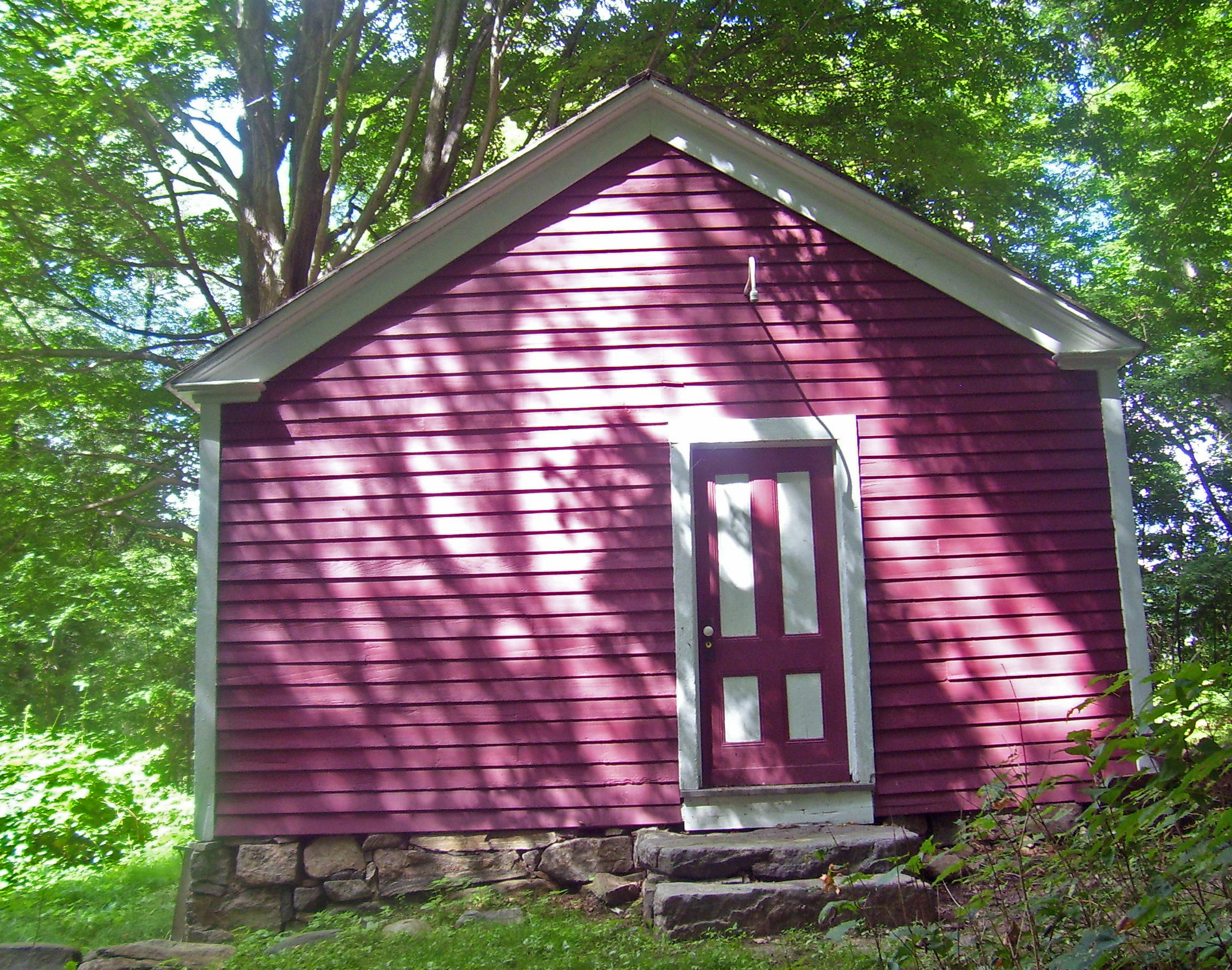
Das Schulhaus

Die erste Kirche in dem Gebiet wurde Ende der 1730er Jahre als Blockhaus gebaut. Ein in Holzständerbauweise gebautes Andachtshaus, das 1761 nach den strengen Bestimmungen für solche Bauwerke gebaut wurde und 50 mal 38 Fuß (rund 15,25 mal 17,70 Meter) maß, der Eingang befand sich südlich der Kanzel. Einige Jahrzehnte später entschied die Gemeinde 1793 eine erneute Erweiterung. Dabei wurde festgelegt, den bestehenden Bau soweit erforderlich in den Neubau zu integrieren. Der Neubau wurde im Jahr 1794 fertiggestellt.
Das Bauwerk wurde 1830 durch einen Brand schwer beschädigt. Bei Wiederaufbau wurden sowohl im Innern als auch an der äußeren Erscheinung der Kirche Veränderungen vorgenommen. Der Eingang wurde an seine jetzige Position verlegt, der Glockenturm wurde erbaut und der Balkon neu ausgerichtet. Zwei Backsteinkamine wurden ebenfalls abgebaut, die Überreste sind im Innern noch sichtbar.
Zum Zeitpunkt ihrer Erbauung stand die Kirche in der Mitte des Weilers Doanesville, damals das kommerzielle Zentrum des östlichen Teils des Putnam Countys. Mitte des 19. Jahrhunderts wurde die Harlem Valley Railroad gebaut, wodurch die Region direkter mit New York City verbunden wurde. Man wählte eine Route, die an Doanesville vorbeiführte und durch Brewster führte – die Strecke wird heute noch bis Wassaic durch die Metro-North Railroad genutzt. Brewster profitierte von der Eisenbahn und wuchs, Doanesville hingegen entwickelte sich rückwärts, und die Kirche mit der Schule sind heute unter den wenigen Überbleibseln.